# Warren Cann
Pour les articles homonymes, voir Cann.
Warren Cann est un musicien né le 20 mai 1950 à Victoria (Colombie-Britannique) au Canada. Il joue de la batterie et de la boîte à rythmes. Il est principalement connu en tant que membre du groupe de new wave Ultravox.

## Biographie
Né au Canada de parents britanniques, Warren Cann joue dans différents groupes de la région de Vancouver comme 5 Man Cargo ou Python, enregistrant avec ce dernier un single en 1970, Shock Treatment, avant de partir pour l'Angleterre. A Londres il intègre le groupe Tiger Lily en mai 1974 après avoir répondu à une petite annonce dans le Melody Maker. Plus tard, Tiger Lily changera son nom en Ultravox.
Warren Cann, très intéressé par la musique électronique, sera à l'origine de l'utilisation de la boîte à rythmes dans le groupe.
En 1986, il est écarté du groupe à cause de divergences musicales avec les autres membres. Il ne participe pas à l'enregistrement de l'album U-Vox, qui sort cette même année, où il est remplacé par le batteur de Big Country, Mark Brzezicki.
Ultravox se sépare en 1988. Quand Billy Currie tente de relancer la formation entre 1992 et 1996, Warren Cann n'est pas impliqué dans le projet, en revanche il participe à la nouvelle reformation du groupe en 2008 avec Billy Currie, Midge Ure et Chris Cross. Il est toujours membre d'Ultravox à l'heure actuelle.
En dehors d'Ultravox, Warren Cann a joué, sur scène ou sur disque, avec d'autres artistes (par exemple, Peter Godwin et Zaine Griff en 1982, Indochine en 1988, sur l'album 7000 danses où il s'est occupé de la programmation des boîtes à rythmes). Entre 1980 et 1983, il s'est associé avec Hans Zimmer pour former un projet de musique électronique baptisé Helden. Un album, Spies, a été enregistré en 1983 auquel ont participé divers musiciens comme Zaine Griff ou Brian Robertson, le guitariste de Thin Lizzy, mais il n'a jamais été commercialisé. En revanche, deux 45 tours sont sortis, Holding On et Stranded, ce dernier étant un split single partagé avec le groupe Hoi Polloi vendu avec le magazine In The City.      